# Gruppo del Cristallo

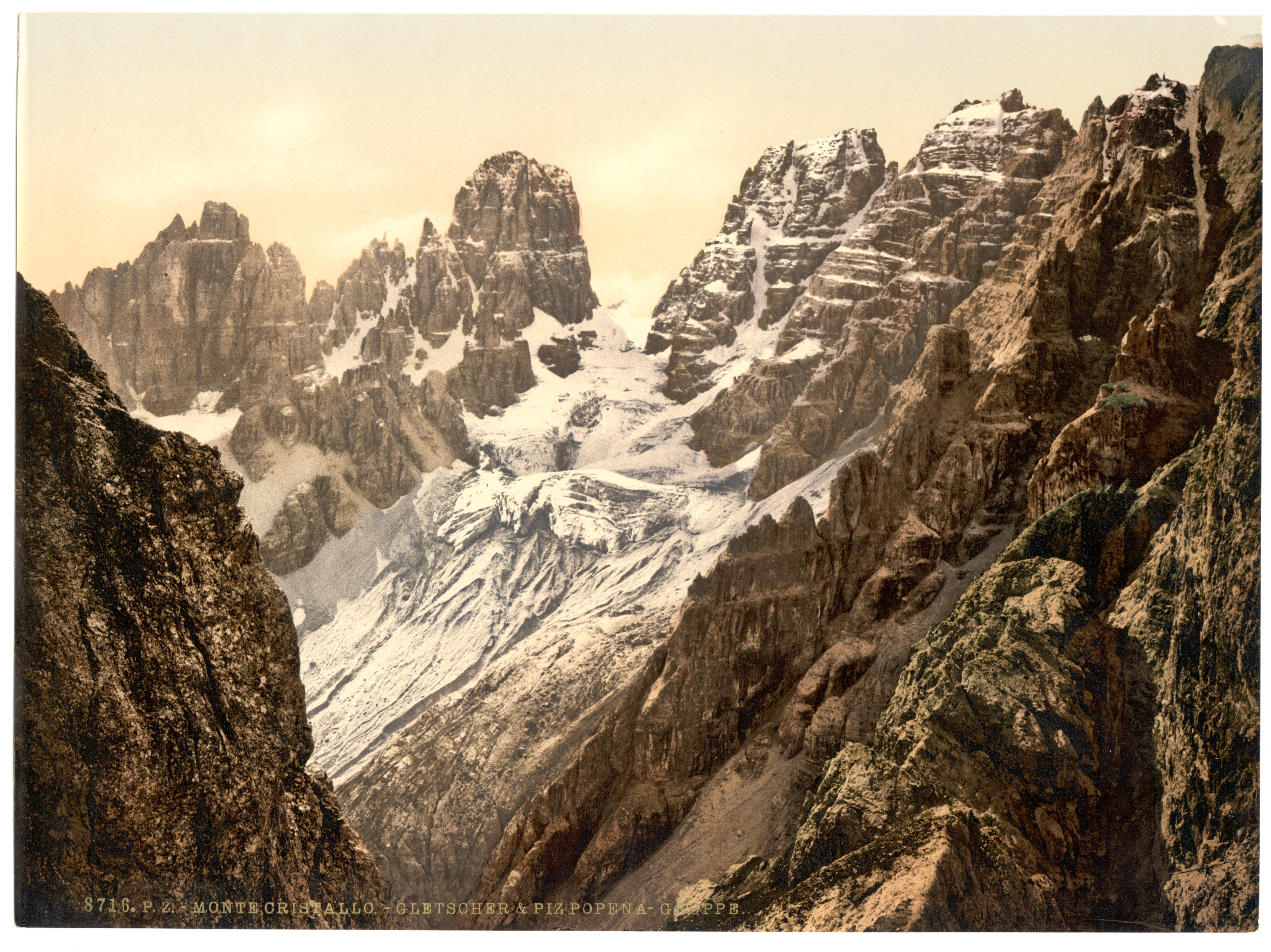
Il ghiacciaio del gruppo Monte Cristallo e Piz Popena (prima del 1900).

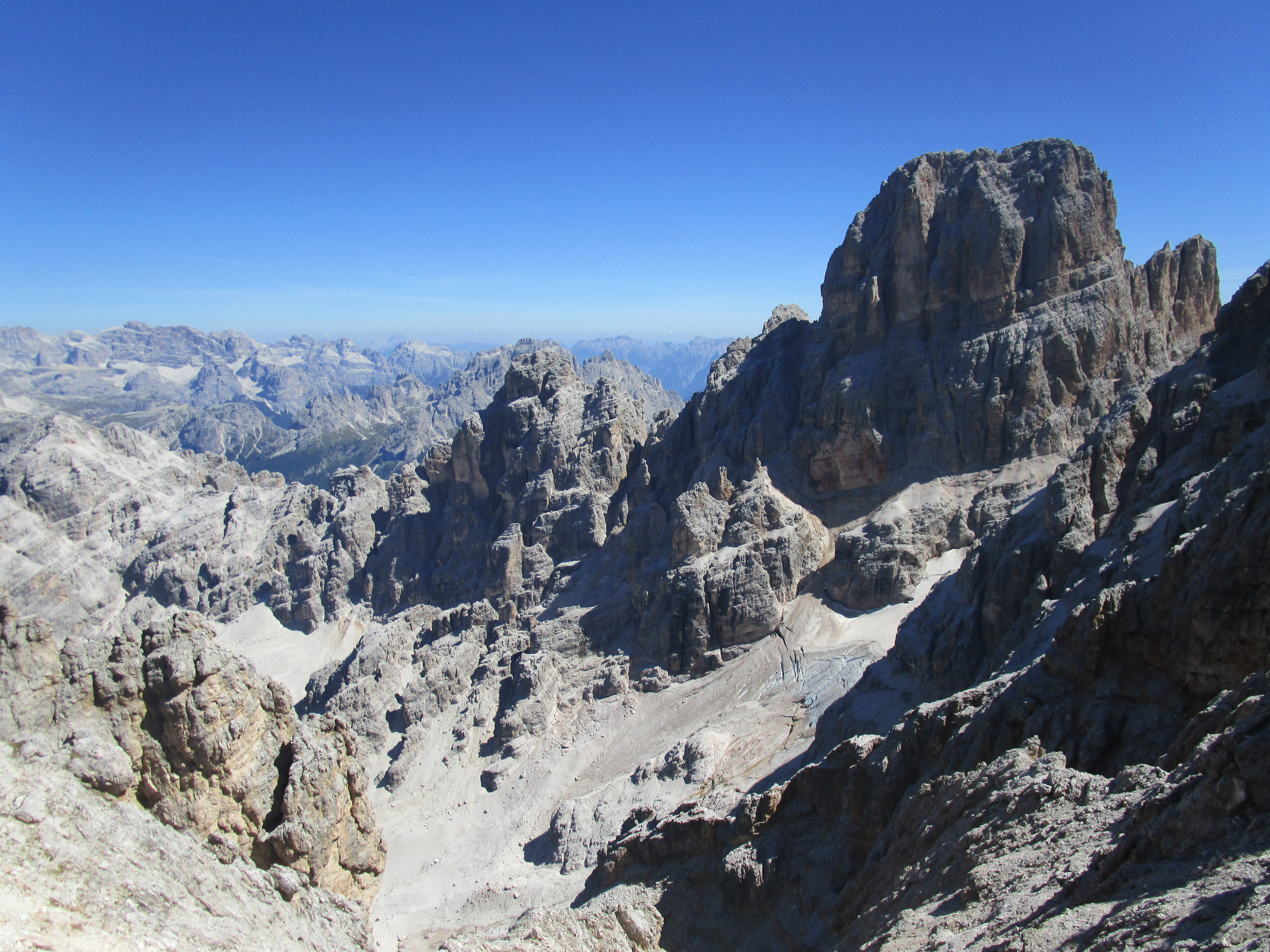
Piz Popena

Il Gruppo del Cristallo è un massiccio montuoso delle Dolomiti che si trova quasi per intero in Veneto (provincia di Belluno).

## Caratteristiche
Il gruppo fa parte delle Dolomiti Ampezzane, si trova a nord-est di Cortina d'Ampezzo e a ovest di Misurina.

## Delimitazioni
Il Passo Cimabanche lo delimita a nord e lo divide dal massiccio della Croda Rossa d'Ampezzo; il Col Sant'Angelo ad est lo divide dal gruppo del Monte Piana; a sud il Passo Tre Croci lo separa dal Gruppo del Sorapiss.

## Classificazione
Seguendo le definizioni della SOIUSA il Gruppo del Cristallo è un gruppo alpino con la seguente classificazione:
- Grande Parte = Alpi Orientali
- Grande Settore = Alpi Sud-orientali
- Sezione = Dolomiti
- Sottosezione = Dolomiti di Sesto, di Braies e d'Ampezzo
- Supergruppo = Dolomiti Ampezzane
- codice = II/C-31.I-D.18

## Suddivisione
La SOIUSA suddivide il Gruppo del Cristallo in due sottogruppi:
- Sottogruppo del Popena (a)
- Sottogruppo del Cristallo (b)

## Vette
Le vette principali del gruppo sono:
- Monte Cristallo - 3.221 m
- Cima di Mezzo - 3.154 m
- Piz Popena - 3.152 m
- Cristallino d'Ampezzo - 3.008 m
- Vecio del Forame - 2.868 m
- Monte Cristallino di Misurina - 2.793 m

## Rifugi e bivacchi

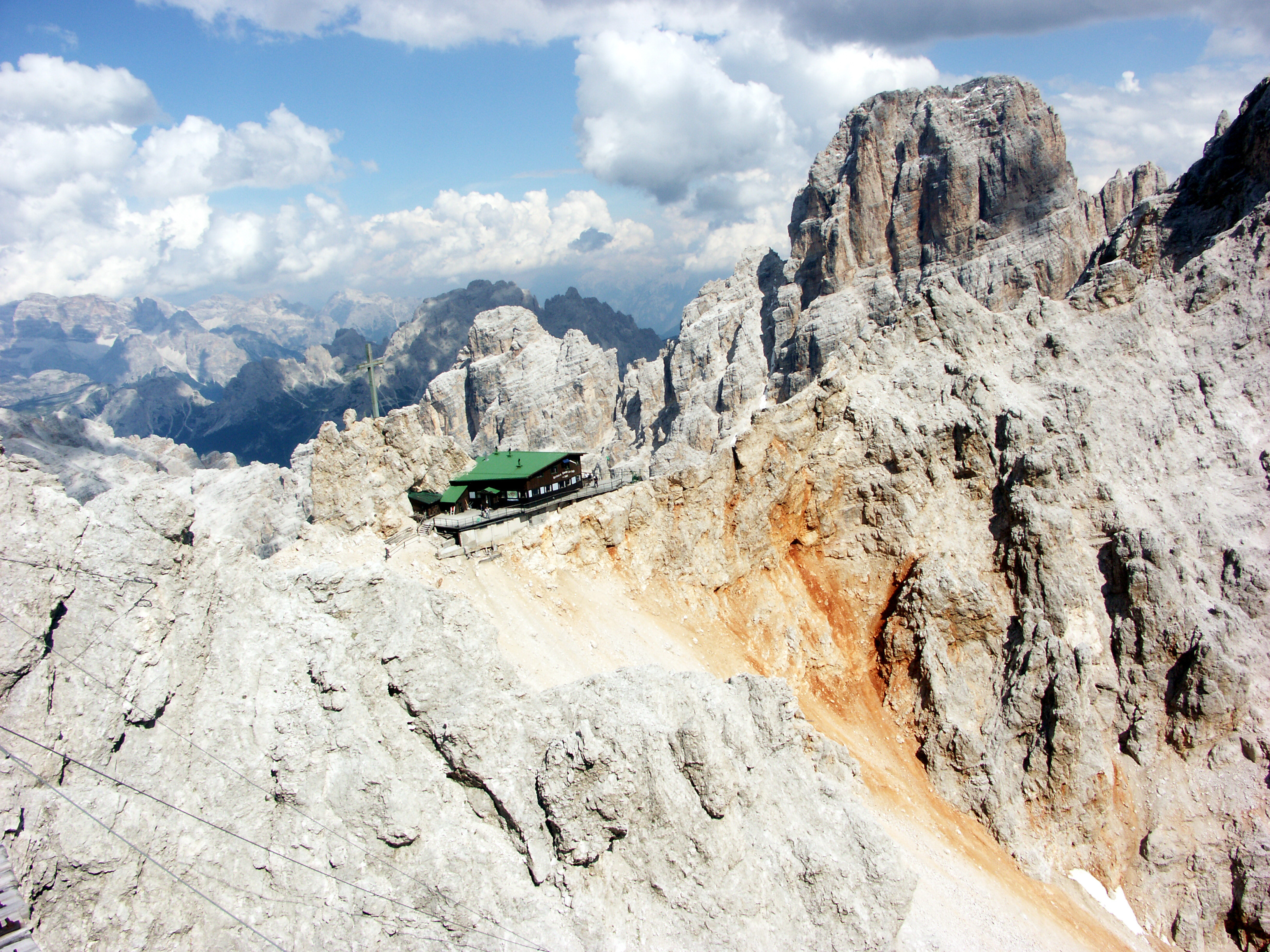
Il rifugio Guido Lorenzi.

Sul massiccio sono presenti sei edifici tra rifugi e ristoranti:
- Rifugio Guido Lorenzi - 2.932 m (chiuso definitivamente nel 2016)
- Rifugio Son Forca - 2.235 m
- Ristorante Son Zuogo - 1.800 m
- Ristorante Rio Gere - 1.680 m
- Ristorante Staulin - 1.370 m
- Ristorante Lago Scin - 1.336 m.

Tutte le strutture suddette sono aperte sia in estate sia in inverno; la seconda è inoltre raggiungibile con seggiovia.
- Bivacco Buffa di Perrero - 2.760 m.